# Трогон білоокий
Трогон білоокий (Trogon comptus) — вид птахів родини трогонових (Trogonidae).

## Поширення
Мешкає у вологих низинних лісах на заході Колумбії та на північному заході Еквадору.